# Hans Adolf Friedrichs
Hans Adolf Friedrichs (* 5. August 1931 in Berlin-Dahlem; † 6. Februar 2020) war ein deutscher Metallurg.

## Leben
Friedrichs studierte Physik an der RWTH Aachen, wo er sich am 1. Oktober 1962 promovierte und später auch habilitierte. Anschließend lehrte Friedrichs von 1980 bis zu seiner Emeritierung im Jahr 1996 als Professor und Leiter des Lehr- und Forschungsgebiets Theoretische Metallurgie am Lehrstuhl für Metallurgie der Kernbrennstoffe und Theoretische Hüttenkunde, dem heutigen Lehrstuhl für Werkstoffchemie der RWTH Aachen. Darüber hinaus wurde er von 1990 bis 1992 zum Dekan der heutigen Fakultät für Georessourcen und Materialtechnik der RWTH Aachen gewählt. Sein besonderes Interesse galt der Kinetik metallurgischer Reaktionen.

## Schriften (Auswahl)
- Arbeit, Wärme, Energie. Systematische Beschreibung grundlegender Erscheinungen. Düsseldorf 1995, ISBN 3-514-00580-X.
- Das periodische System der Elemente. Deutung auf klassischer Grundlage. Düsseldorf 1999, ISBN 3-514-00633-4.
- Das Plancksche Strahlungsgesetz. Herleitung auf klassischer Grundlage. Düsseldorf 2000, ISBN 3-514-00662-8.
- Entmystifizierung der Physik. Düsseldorf 2005, ISBN 3-514-00717-9.